# Pterygoneurum papillosum
Pterygoneurum papillosum là một loài rêu trong họ Pottiaceae. Loài này được Oesau mô tả khoa học đầu tiên năm 2003.